# 大倉山站 (神奈川縣)
大倉山站（日语：／ Ōkurayama eki */?）是位於神奈川縣橫濱市港北區大倉山一丁目，屬於東急電鐵東橫線的鐵路車站。港北區役所最近的車站。車站編號是TY15。

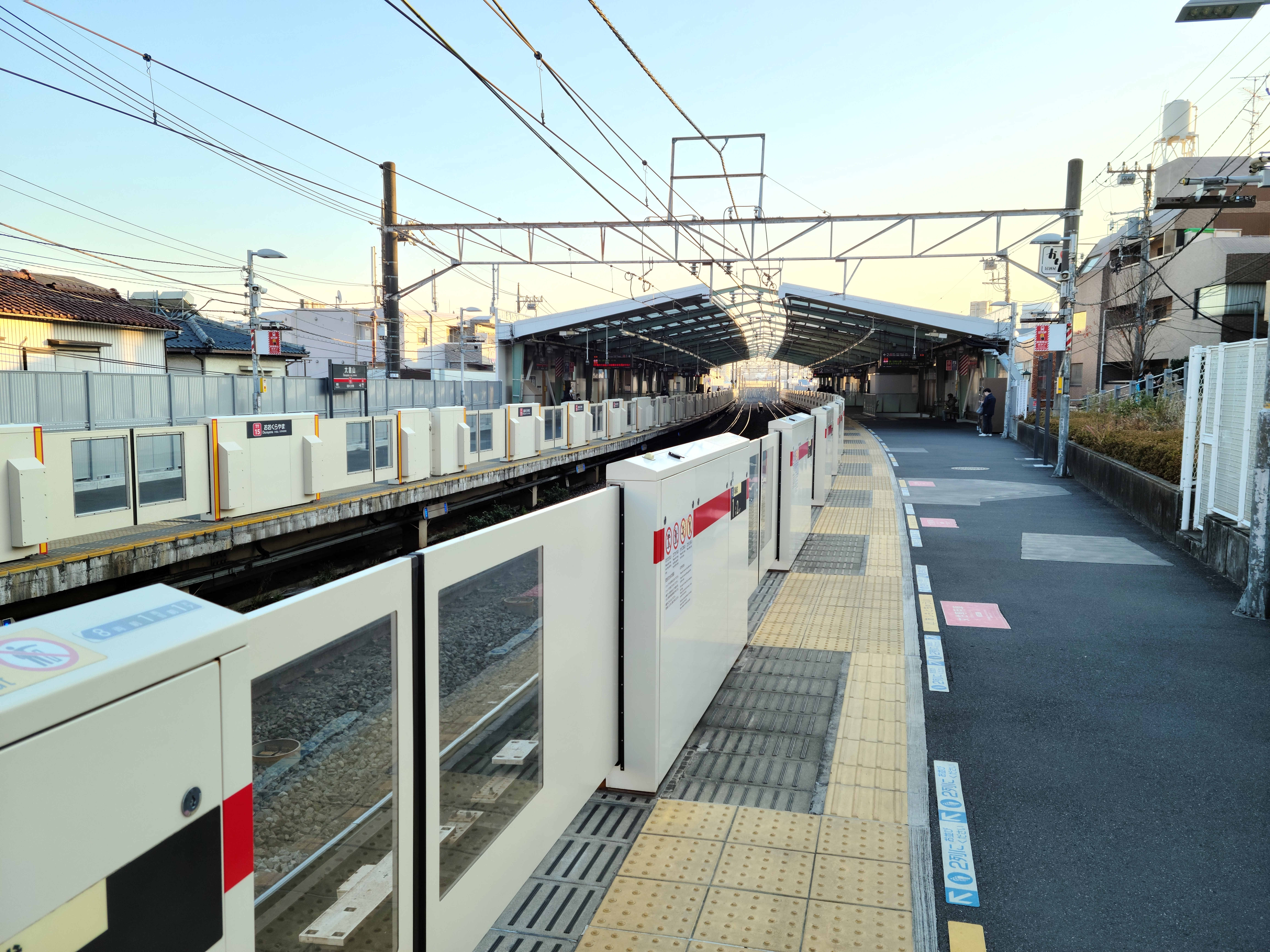
月台（2020年12月）

## 歷史
- 1926年（大正15年）2月14日 - 此站啟用，當時稱為太尾站。[3]。
- 1932年（昭和7年）3月31日 - 車站改稱大倉山站[3]。
- 1936年（昭和11年）6月 - 廢止站內平交道改設站內地下道[3]。
- 1974年（昭和49年）6月 - 設置自動驗票閘門。
- 1984年（昭和59年） - 月台直線化[3]。

## 結構
本站是側式月台2面2線高架車站。但因位於斜坡上，澀谷側與地面同高。剪票口在月台下方。廁所分別在1樓剪票口內外。剪票口內的廁所是在2005年設置。現在站內已設置電扶梯及安全門。
雖然東急新橫濱綫的新綱島站至新橫濱站區間於本站地底經過，但由於大倉山站的周邊地質和建築導致施工困難，而放棄為新橫濱綫建設大倉山站。

### 月台配置
| 月台 | 路線   | 方向 | 目的地                                                   |
| ---- | ------ | ---- | -------------------------------------------------------- |
| 1    | 東橫線 | 下行 | 菊名、橫濱、 港未來21線 元町·中華街方向                  |
| 2    | 東橫線 | 上行 | 澀谷、 副都心線 池袋、 池袋線 所澤、 東上本線 川越市方向 |

（來源：東急電鐵:車站構內圖 （页面存档备份，存于））

## 使用情況
2016年度1日平均上下車人次為55,530人。是東橫線只停靠各站停車的車站當中最多人上下車的車站。
近年1日平均上下、上車人次如下表。
| 年度               | 1日平均 上下車人次 | 1日平均 上車人次 | 來源     |
| ------------------ | ------------------ | ---------------- | -------- |
| 1980年（昭和55年） |                    | 24,323           |          |
| 1981年（昭和56年） |                    | 24,688           |          |
| 1982年（昭和57年） |                    | 24,770           |          |
| 1983年（昭和58年） |                    | 25,057           |          |
| 1984年（昭和59年） |                    | 25,874           |          |
| 1985年（昭和60年） |                    | 26,762           |          |
| 1986年（昭和61年） |                    | 27,101           |          |
| 1987年（昭和62年） |                    | 27,770           |          |
| 1988年（昭和63年） |                    | 28,981           |          |
| 1989年（平成元年） |                    | 29,795           |          |
| 1990年（平成02年） |                    | 30,677           |          |
| 1991年（平成03年） |                    | 30,948           |          |
| 1992年（平成04年） |                    | 30,266           |          |
| 1993年（平成05年） |                    | 28,614           |          |
| 1994年（平成06年） |                    | 27,986           |          |
| 1995年（平成07年） |                    | 27,306           | [ * 1 ]  |
| 1996年（平成08年） |                    | 26,720           |          |
| 1997年（平成09年） |                    | 26,355           |          |
| 1998年（平成10年） |                    | 25,677           | [ * 2 ]  |
| 1999年（平成11年） |                    | 25,088           | [ * 3 ]  |
| 2000年（平成12年） |                    | 24,668           | [ * 3 ]  |
| 2001年（平成13年） |                    | 24,358           | [ * 4 ]  |
| 2002年（平成14年） | 47,485             | 23,112           | [ * 5 ]  |
| 2003年（平成15年） | 47,856             | 24,240           | [ * 6 ]  |
| 2004年（平成16年） | 48,380             | 24,538           | [ * 7 ]  |
| 2005年（平成17年） | 49,439             | 24,842           | [ * 8 ]  |
| 2006年（平成18年） | 50,356             | 25,262           | [ * 9 ]  |
| 2007年（平成19年） | 51,359             | 25,736           | [ * 10 ] |
| 2008年（平成20年） | 50,809             | 25,681           | [ * 11 ] |
| 2009年（平成21年） | 50,481             | 25,367           | [ * 12 ] |
| 2010年（平成22年） | 50,901             | 25,525           | [ * 13 ] |
| 2011年（平成23年） | 51,231             | 25,686           | [ * 14 ] |
| 2012年（平成24年） | 52,075             | 26,106           | [ * 15 ] |
| 2013年（平成25年） | 53,897             | 26,907           | [ * 16 ] |
| 2014年（平成26年） | 53,826             | 26,863           | [ * 17 ] |
| 2015年（平成27年） | 55,132             | 27,524           |          |
| 2016年（平成28年） | 55,530             |                  |          |

## 周邊
公共設施
- 橫濱市港北區役所
- 橫濱市港北消防署
- 港北公會堂
- 大倉山公園（日语：大倉山公園 (横浜市)）（梅林）- 園內有橫濱市大倉山紀念館（日语：横浜市大倉山記念館）。
- 大曾根第三公園

郵局、金融機關
- 橫濱大倉山郵便局
- 橫濱太尾南郵便局
- 橫濱樽町郵便局
- 橫濱師岡郵便局
- 橫濱銀行大倉山支店
- 三菱東京UFJ銀行大倉山支店
- 川崎信用金庫（日语：川崎信用金庫）大倉山支店
- 橫濱信用金庫（日语：横浜信用金庫）大倉山支店

教育設施
- 橫濱市立大綱小學校
- 橫濱市立大豆戶小學校
- 橫濱市立師岡小學校
- 橫濱市立大綱中學校（日语：横浜市立大綱中学校）
- 神奈川縣立港北高等學校（日语：神奈川県立港北高等学校）

商業設施
- 東横線大倉山商店街（榆（エルム）通、檸檬路（レモンロード）、橄欖（オリーブ）通、堤（つつみ）通）
- 東急store（日语：東急ストア） Food Station大倉山店
- 丸悅（日语：マルエツ）大倉山店
- York Mart（日语：ヨークマート）大倉山店
- LIFE（日语：ライフコーポレーション）大倉山店

## 路線巴士
大倉山站前（橫濱市營巴士）
| 乘車處      | 系統 | 主要行經地                         | 目的地               |
| ----------- | ---- | ---------------------------------- | -------------------- |
| 剪票口正面  | 6    | TRESSA橫濱、三池公園北門           | 梶山 鶴見站西口      |
| 剪票口正面  | 41   | 菊名站前、東高校前                 | 鶴見站西口           |
| 剪票口正面  | 41   | 港北年金事務所入口                 | 港北車庫 新橫濱站    |
| 東急store前 | 6    | 下町會館前、太尾新道               | 新橫濱站             |
| 東急store前 | 41   | 太尾西住宅、新羽站、新開橋         | 川向町 LaLaport 橫濱 |
| 東急store前 | 41   | 下町會館前、新羽站、新開橋、佐江戶 | 中山站北口           |

## 名稱由來
「大倉山」是附近的一座山丘，以實業家大倉邦彦設立的「大倉精神文化研究所」命名。之後研究所建地賣給橫濱市，建物現在為橫濱市大倉山紀念館。
車站所在地地名在過去稱太尾町（ふとおちょう），車站開業時亦稱為「太尾」站。後為了開發東京橫濱電鐵經營的梅園（現在的市營大倉山公園）與建設大倉精神文化研究所而更名。
太尾町有部分在2007年11月19日實施住居表示，成立新町名「大倉山一丁目、二丁目、三丁目」，大倉山站所在地為大倉山一丁目1番1號。接著2008年10月20日再實施住居表示，成立「大倉山四丁目、五丁目」。接著2009年11月再次實施住居表示成立「大倉山六丁目、七丁目」，太尾町不復存在。

## 相鄰車站
東急電鐵
 東橫線
■特急、□通勤特急、■急行
通過
■各站停車
綱島（TY14）－大倉山（TY15）－菊名（TY16）

## 延伸閱讀
- 宮田道一. . JTBパブリッシング. 2008-09-01. ISBN 9784533071669.

## 外部連結
- 大倉山（各站資訊） - 東急電鐵（日語）